# الدوري السويدي الدرجة الثانية 2007
الدوري السويدي الدرجة الثانية 2007 (بالسويدية: Division 2 i fotboll för herrar 2007)‏ هو موسم من الدوري السويدي الدرجة الثانية. فاز فيه Ersboda SK ‏.